# Euclemensia bassettella
Euclemensia bassettella is een vlinder uit de familie van de prachtmotten (Cosmopterigidae). De wetenschappelijke naam van de soort is voor het eerst geldig gepubliceerd in 1864 door Brackenridge Clemens.
Clemens noemde de soort oorspronkelijk Hamadryas bassettella en plaatste ze in het nieuwe geslacht Hamadryas. Hamadryas bleek echter reeds in 1806 gebruikt door Jacob Hübner voor een geslacht van vlinders uit de familie Nymphalidae. A.R. Grote stelde daarom in 1878 de nieuwe naam Euclemensia voor ter vervanging van Hamadryas. Bassettella verwijst naar de ontdekker van de soort, H.F. Bassett uit Connecticut. De larven van de soort leven van gallen op eiken.